# Sławomir Wojciechowski (Militär)

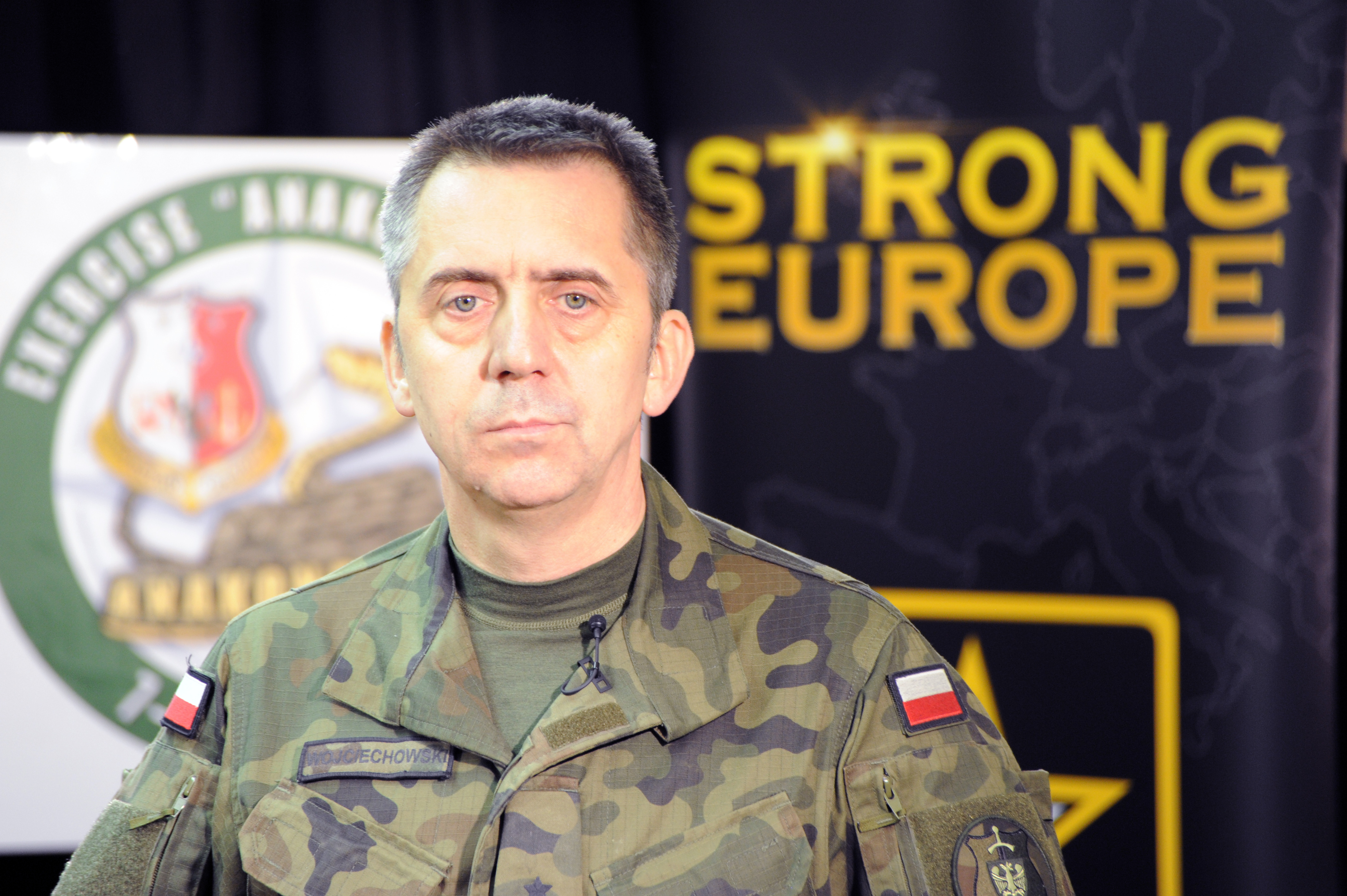
Sławomir Wojciechowski (2016)

 Sławomir Wojciechowski (* 30. September 1962 in Węgorzyno) ist ein polnischer Militär im Rang eines Generalleutnants. Seit 2022 ist er der polnische Vertreter im NATO-Militärausschuss und im Militärausschuss der Europäischen Union.

## Leben
Im Jahr 1987 beendete er die Wyższa Szkoła Oficerska Wojsk Obrony Przeciwlotniczej (Höhere Offiziersschule der Luftabwehr) in Koszalin. Von 1988 bis 1993 war er an dieser Schule als Zugführer und als Leiter einer Offiziersanwärter-Einheit tätig. Von 1993 bis 1995 besuchte er die Akademie für Nationale Verteidigung in Warschau. Von 1995 bis 1997 war er Kommandant einer Schwadron der Luftabwehr bei der 3. Panzerbrigade in Trzebiatów. Von 1997 bis 1999 war er auch bei deren beiden Nachfolgeformationen 36. Panzerbrigade und 36. Mechanisierte Brigade in Trzebiatów jeweils als Kommandant der Luftabwehr tätig.
Von 1999 bis 2007 war er zunächst stellvertretender Kommandeur und dann Kommandeur des 4. Luftabwehrregiments in Zielona Góra. Während dieser Zeit besuchte er 2001 das Joint Services Command and Staff College im britischen Shrivenham (District Vale of White Horse)  und 2002 die NATO School in Oberammergau. Von 2004 bis 2005 war er Stabschef in der Zentral-Süd-Zone im Irak (MND-CS). Im Jahr 2007 war er Trainingsleiter bei der 11. Panzerkavallerie-Division in Żagań.
Im Jahr 2008 besuchte er das US Army War College in den Carlisle Barracks. Von 2008 bis 2012 war er Kommandeur der 17. Mechanisierten Brigade in  Międzyrzecz. Während dieser Zeit führte er im ersten Halbjahr 2010 die Battlegroup I-2010 der Europäischen Union und war 2011 Kommandeur der Task Force White Eagle in Afghanistan.
Von 2012 bis 2013 war er stellvertretender Leiter der Abteilung J3 im Polnischen Generalstab. Von 2013 bis 2015 war er in der Abteilung für Strategie und Verteidigungsplanung des Polnischen Verteidigungsministeriums tätig. Von 2015 bis 2016 war er stellvertretender Operationaler Kommandeur und von 2017 bis 2018 dann Operationaler Kommandeur der Polnischen Streitkräfte (Dowódca Operacyjny Rodzajów Sił Zbrojnych). Dazwischen lagen im Jahr 2017 Studienaufenthalte wiederum beim US Army War College in den Carlisle Barracks und bei der Akademie der Kriegskunst in Warschau. Von 2018 bis 2021 war er Kommandeur des Multinationalen Korps Nord-Ost in Stettin. Seit 2022 ist er der polnische Vertreter im NATO-Militärausschuss und im Militärausschuss der Europäischen Union .